# Catherine Lara
Catherine Lara, pseudonimo di Catherine Bodet (Poissy, 29 maggio 1945), è una cantautrice, arrangiatrice e produttrice discografica francese.

## Biografia

### Gli inizi
Nata a Poissy da padre medico e pianista e madre violinista, ha iniziato a suonare il violino all'età di cinque anni. A undici anni è entrata al Conservatorio di Versailles, ottenendo il primo premio nel 1958. Nel 1965 ha ottenuto il secondo premio al Conservatorio di Parigi e, sempre a Parigi, il primo premio per la musica da camera nel 1966.
Lasciato il conservatorio, ha fondato e diretto l'orchestra di musica da camera Les Musiciens de Paris, nella quale è stata primo violino per otto anni. Successivamente ha creato il Quatuor Lara, che ha accompagnato numerosi artisti tra cui Claude Nougaro, Nana Mouskouri, Mireille Mathieu e Jean Ferrat. Ha collaborato inoltre con Françoise Hardy, Maxime Le Forestier, Georgette Lemaire, Jean Sablon e Juliette Gréco, e ha scritto due brani per Barbara, inclusi nell'album Amours incestueuses del 1972. Nel 1969 ha aperto il concerto del musicista canadese Gilles Vigneault all'Olympia music hall di Parigi.
Nel 1972 ha pubblicato Ad libitum, il suo primo album, e nel 1975 ha composto la colonna sonora del film Docteur Françoise Gailland, diretto da Jean-Louis Bertuccelli. Nel 1977 ha partecipato alla realizzazione dell'album Symphoman di William Sheller, suonando il violino nel brano Catherine, a lei dedicato. 

### Anni '80: l'influenza rock
Dal 1979, anno della pubblicazione dell'album Coup d'feel, il suo stile musicale è stato influenzato dal rock. L'album è stato registrato a Morin-Heights, in Québec, con la collaborazione di Jean-Pierre Ferland e ha segnato l'inizio della collaborazione con il paroliere canadese Luc Plamondon. All'inizio degli anni '80 ha scritto colonne sonore per diversi film, come The Rebel (1980), Les hommes préfèrent les grosses (1981) e La Triche (1984), e ha scritto la musica per lo spettacolo Revue et corrigée di Bob Decout e Annie Girardot del 1982.
Nel 1983, dopo l'uscita dell'album La Rockeuse de diamant, contenente l'omonimo singolo e il brano Autonome, Lara ha rivelato apertamente le sue preferenze sessuali: «Longtemps j'pensé ce que pensaient les autres, Longtemps j'ai vécu comme si j'étais une autre [...], Longtemps j'ai connu des amours parallèles [...] Jusqu'au jour, où Autonome, Autonome, Libre d'aimer une femme ou un homme [...]». Ciò ha reso Lara una delle prime celebrità francesi a dichiararsi apertamente omosessuale.
Nel 1986 è uscito il singolo Nuit magique, scritto da Luc Plamondon e contenuto nell'omonimo album, con il quale ha vinto un Victoires de la Musique come miglior cantante femminile dell'anno, mentre il video musicale della canzone ha vinto il premio Caméra d'Or a Cannes. L'album è stato interamente composto e arrangiato con il giovane pianista cileno-svizzero Sebastian Santa Maria, con il quale ha collaborato nuovamente negli album Encore une fois (1987) e Rocktambule (1988); in quest'ultimo ha duettato con Bernard Lavilliers. Sempre nel 1988, nell'arco di due settimane, ha eseguito diversi concerti all'Olympia di Parigi, registrati e pubblicati nell'album Lara Live 88. 

### Anni '90
Nel 1990 Lara è stata nominata Cavaliere dell'Ordre des arts et des lettres dal Ministero della cultura francese. Nel 1991 ha realizzato, assieme a Plamondon, l'opera rock Sand et les Romantiques in cui ha interpretato il ruolo di George Sand, duettando con Véronique Sanson. Altri artisti coinvolti nella produzione sono stati Riccardo Cocciante, Maurane e Daniel Lavoie. L'opera è stata diretta dal regista Alfredo Arias al Théâtre du Châtelet di Parigi. 
Nel 1993 ha preso parte a diversi concerti di beneficenza per Restos du cœur assieme a Johnny Hallyday, Eddy Mitchell e Jean-Jacques Goldman. Nello stesso anno ha pubblicato l'album Maldonne e ha collaborato, in qualità di consulente artistico, alla realizzazione dello spettacolo La Java des mémoires di Roger Louret.
Nel 1996 ha pubblicato l'album Mélomanie, contenente dieci brani scritti con Jean-Jacques Thibaud. Dopo l'uscita dell'album è seguita un'esibizione al festival Printemps de Bourges oltre a tre serate all'Olympia. Lo stesso anno ha scritto la colonna sonora della serie televisiva Terre indigo.
Nel 1997, con Roger Louret, ha arrangiato L'Arlésienne di Georges Bizet rappresentata al Folies Bergère di Parigi, interpretata da Bernadette Lafont e Jean Marais. 

### Anni 2000
Nel 2000 ha pubblicato l'album Aral, contenente esclusivamente composizioni strumentali, prodotto con i musicisti del gruppo Deep Forest. Nel 2002 ha scritto, assieme a Michel Sanchez, Adrien Blaise e Thierry Eliez Tous Ensemble, canzone ufficiale della nazionale di calcio francese. Nello stesso anno è stata nominata Ufficiale della Legion d'onore.
Nel 2005 ha realizzato Graal, spettacolo musicale ispirato alla tradizione arturiana, su testi di Jean-Jacques Thibaud. L'omonimo album è stato certificato disco d'oro. Nello stesso anno ha pubblicato l'album Passe-moi l'ciel. Nel 2006 ha collaborato con i cantanti Isabelle Aubret e Mario Pelchat. Nel 2009 ha pubblicato Au-delà des murs, album strumentale la cui musica è ispirata al suono dei Balcani. L'anno successivo si è esibita in un tour in Francia (Bretagna, Normandia, PACA, Lorena, Alsazia, Aquitania), terminando all'Alhambra di Parigi.
Nel 2011 è uscito il suo secondo libro Entre émoi et moi seguito dall'album Une voix pour ferré, in omaggio al poeta e compositore monegasco Léo Ferré e ha presentato la finale dell'Eurovision Song Contest assieme a Laurent Boyer su France 3. Dal 2014 al 2021 ha realizzato la colonna sonora per la serie televisiva Capitaine Marleau diretta da Josée Dayan, in onda su France 3 e France 2.
Dal 2015 è membro volontario del consiglio di amministrazione del Théâtre de Poissy.

## Discografia

### Album in studio
- 1972 – Ad libitum
- 1972 – Les années poussières
- 1972 – Marche dans le temps
- 1974 – La craie dans l'encrier
- 1975 – Nil
- 1976 – Jeux de société
- 1977 – Vaguement
- 1979 – Coup d'feel
- 1980 – Geronimo
- 1981 – Johan
- 1982 – T'es pas drôle
- 1983 – La Rockeuse de diamants
- 1984 – Flamenrock/Espionne
- 1986 – Nuit magique
- 1987 – Encore une fois
- 1988 – Rocktambule
- 1991 – Sand et les romantiques
- 1993 – Maldonne
- 1996 – Mélomanie
- 2000 – Aral
- 2005 – Graal
- 2005 – Passe-moi l'ciel
- 2009 – Au-delà des murs
- 2011 – Une voix pour ferré
- 2012 – Au cœur de l'âme Yiddish (con Sirba Octet e Mathilde Seigner)
- 2018 – Bô, le voyage musical

### Album dal vivo
- 1984 – Catherine Lara en concert à l'Olympia
- 1988 – Lara Live 88

### Raccolte
- 1984 – 16 grands succès
- 1984 – 1 Heure avec Catherine Lara
- 1985 – Plein Feux
- 1986 – The Best of Magic Lara - 12 hits
- 1988 – Bravo à Catherine Lara
- 1992 – Rock'n roll de Montréal (72–80)
- 1992 – Sonate pour guitare et violon
- 1992 – La craie dans l’encrier
- 1992 – Coup de feel
- 1993 – 16 chansons d’or
- 1995 – Collection Gold - Au milieu de nulle part
- 1995 – Collection Gold - Coup de feel
- 1997 – Best of Lara (72–96 Les années magiques)
- 2001 – Coup d'feel
- 2003 – Les indispensables - versions originales
- 2003 – Master Série
- 2005 – Le best of
- 2005 – Catherine Lara
- 2015 – Les années CBS
- 2015 – 4 albums originaux
- 2016 – Best Hits

## Videografia
- 2003 – Lara Live - Olympia 1988
- 2009 – Beyond the Walls

## Teatro
- L'Espace du dedans, regia di Jacques Échantillon (1971)
- L'Arlésienne, regia di Roger Louret (1997)

## Pubblicazioni
- (FR) Catherine Lara, L'Aventurière de l'archet perdu, illustrazioni di Sabine Nourrit, Carrère, 1987, ISBN 978-2868043870.
- (FR) Catherine Lara, Entre émoi et moi, a cura di Anne-Charlotte de Langhe, Michel Lafon, 2011, ISBN 978-2749912042.